# Niambia termitophila
Niambia termitophila är en kräftdjursart som beskrevs av Brian Frederick Kensley 1971. Niambia termitophila ingår i släktet Niambia och familjen myrbogråsuggor. Inga underarter finns listade i Catalogue of Life.